# Black Mafia Family
A Black Mafia Family (BMF) foi uma organização americana que se dedicava ao tráfico de drogas e lavagem de dinheiro.
A Black Mafia Family foi fundada em 1985, no sudoeste de Detroit, pelos irmãos Demetrius "Big Meech" Flenory e Terry "Southwest T" Flenory. Em 2000 tinha estabelecida uma rede de distribuição de cocaína dispersa pelos Estados Unidos, com base em Los Angeles, graças a uma associação com cartéis mexicanos. A Black Mafia Family operava a partir de dois centros principais: um em Atlanta, responsável pela distribuição, gerido por Demetrius; e outro em Los Angeles, responsável pela gestão dos carregamentos enviados pelo México, gerido por Terry.
No início dos anos 2000, Demetrius Flenory promoveu a entrada da Black Mafia Family no negócio da música hip-hop, através da empresa de fachada BMF Entertainment, visando lavar dinheiro da venda de cocaína e legitimar a imagem da organização. A BMF Entertainment atuou como promotora de vários artistas de hip-hop de destaque e como editora discográfica de um único artista - Bleu DaVinci. Demetrius e a Black Mafia Family tornaram-se famosos no mundo do hip-hop pelos seus estilos de vida extravagantes.
Em 2005, a Drug Enforcement Administration (DEA) indiciou membros da Black Mafia Family, levando à condenação de ambos os irmãos Flenory a 30 anos de prisão. Os procuradores alegaram que a organização lucrou mais de $270 milhões no decorrer das suas operações.

## Os Irmãos Flenory
Demetrius Edward "Big Meech" Flenory (Detroit, 21 de junho de 1968) e o seu irmão Terry P.O. Lee "Southwest T" Flenory (Detroit, 10 de janeiro de 1970) entraram no mundo de tráfico de droga durante o ensino secundário, vendendo pequenas quantidades de cocaína pelas ruas de Detroit no final dos anos 80. Em 2000, os irmãos Flenory tinham já estabelecido uma organização de ampla escala, responsável pela venda e distribuição de grandes quantidades de cocaína em vários estados dos EUA, incluindo Alabama, Califórnia, Flórida, Geórgia, Kentucky, Luisiana, Michigan, Mississippi, Missouri, Carolina do Norte, Ohio e Tennessee. Uma investigação federal estimou que a organização contava com mais de 500 membros a nível nacional.
Por volta de 2003, a organização sofreu uma cisão, causada por um desentendimento entre os irmãos, que deixaram de se falar. Terry mudou-se para Los Angeles, criando e chefiando a sua própria organização. Demetrius permaneceu no comando do principal centro de distribuição da BMF, em Atlanta.Uma escuta telefónica da DEA captou uma conversa de Terry com os restantes irmãos, em que o primeiro manifesta receio de que Demetrius estivesse a chamar o tipo errado de atenção para a organização e os seus negócios devido ao seu estilo de vida e festas excessivas. 
Em 2005, quando os Flenorys foram indiciados, o governo possuía mais de 900 páginas de transcrições de conversas telefónicas de Terry, obtidas através da escuta, ao longo de 5 meses.
Em novembro de 2007, os irmãos declararam-se culpados na acusação de administração contínua de uma organização criminosa. Em setembro de 2008, ambos foram condenados a 30 anos de prisão por comandarem uma rede nacional de tráfico de cocaína entre 2000 e 2005.
Demetrius Flenory está a cumprir a sua pena na Instituição Penitenciária Federal de Sheridan, com a sua libertação agendada para 5 de maio de 2029, por volta do seu 60º aniversário. Terry Flenory recebeu uma "libertação compassiva" a 5 de maio de 2020, sendo movido para prisão domiciliária, devido a problemas de saúde e no âmbito da libertação de certos reclusos a fim de limitar a propagação da pandemia de COVID-19 nas prisões. Demetrius solicitou a própria libertação sob as mesmas diretrizes; no entanto, o pedido foi rejeitado por um juiz federal, que alegou ser prematuro autorizar a sua libertação, apontando para o seu registo disciplinar na prisão, que incluía posse de telefones e armas e uso de drogas e para o facto de Demetrius se continuar a auto-promover como um barão de droga por detrás das grades.

## BMF Entertainment
No início dos anos 2000, Demetrius Flenory fundou a BMF Entertainment, uma agência de promoção e editora discográfica de música hip-hop. Os irmãos Flenory eram já conhecidos pela sua associação a artistas de hip-hop como Diddy, Trina, T.I., Jay-Z, Young Jeezy e Fabolous. Demetrius criou a BMF Entertainment para servir como uma empresa de fachada, responsável por lavar o dinheiro gerado pela rede de distribuição de cocaína, mas também numa tentativa de criar um negócio e fonte de rendimentos legítimos. Foi nessa época que a organização criminosa dos irmãos Flenory adotou formalmente o nome "Black Mafia Family".[carece de fontes?]
Em 2005, o álbum de Bleu Da Vinci (artista afiliado à BMF Entertainment), The World Is BMF's, foi nomeado para um Source Award. Consequentemente, a BMF apareceu em várias revistas de DVD de hip-hop underground, principalmente em várias edições de SMACK, The Come Up e The Raw Report.
Mara Shalhoup, editora-sénior do Creative Loafing, escreveu uma série de três partes sobre a BMF intitulada O Império Sombrio do Hip-Hop, que foi o primeiro relatório aprofundado sobre a organização. Em março de 2005, Shalhoup publicou um livro sobre a organização intitulado BMF:The Rise and Fall of Big Meech and the Black Mafia Family.

## Investigação

### Operação Motor City Mafia

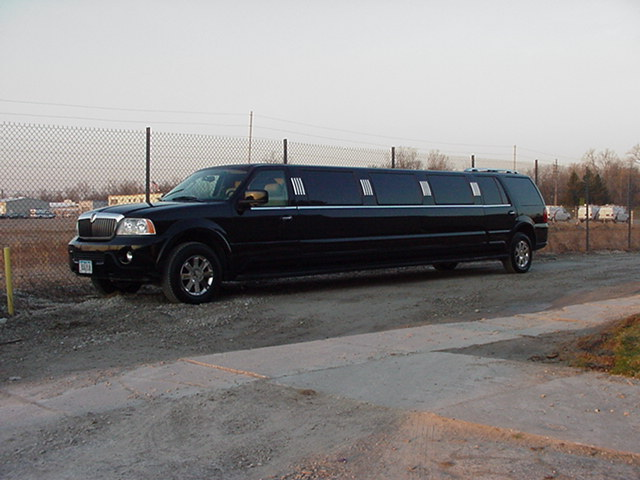
Limusina Lincoln Navigator usada pela BMF para transporte de dinheiro e cocaína.

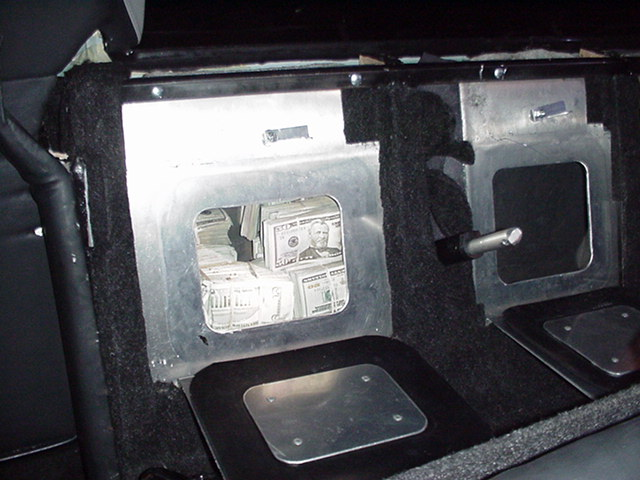
Compartimentos ocultos dentro da limusina usados para transportar cocaína e dinheiro.

A investigação policial da Black Mafia começou no início dos anos 90, consideravelmente antes da organização chefiada por Demetrius e Terry Flenory ter atingido o auge da sua dimensão. A preparação para as acusações de outubro de 2005 começou com uma série de apreensões de grandes quantidades de droga e subsequentes depoimentos de membros da BMF, que atuaram como informantes. A 28 de outubro de 2003, iniciou-se uma investigação por parte da Orgazined Crime Drug Enforcement Task Force, coordenada pela Divisão de Operações Especiais da DEA que teve uma duração de 2 anos. O seu nome de código era "Operação Motor City Mafia".
A 11 de abril de 2004, Jabari Hayes, transportador e distribuidor de alto escalão da BMF, foi parado pela polícia em Phelps County, Missouri, devido a, supostamente, uma pequena infração de trânsito. Na parte de trás do seu veículo foram encontradas duas malas contendo aproximadamente 95 kg de cocaína e 572 gramas de marijuana.
Em setembro de 2004, uma escuta colocada em Rafael "Smurf" Allison, um traficante de rua de crack em Atlanta, levou uma força-tarefa da High Intensity Drug Trafficking Area (HIDTA) a Decarlo Hoskins, um traficante de nível médio. Quando interrogado, Hoskins confessou ter crescido com dois irmãos - Omari McCree e Jeffrey Leahr - que eram membros atuais da BMF e capazes de fornecer vários quilos de cocaína regularmente. Escutas posteriores revelaram que Omari McCree era um distribuidor de alto escalão da organização e tinha proximidade com Demetrius.
A 5 de novembro de 2004, Jeffrey Leahr e a sua namorada foram parados pela polícia, devido à informação obtida nas escutas. No banco de trás do veículo foi encontrada uma mochila com 10 kg de cocaína. O casal foi libertado no fim do dia, numa tentativa da HIDTA de captar mais informações sobre o seu fornecedor e a organização através de escutas telefónicas. McCree e Leahr, perante uma grande dívida para com a BMF devido à cocaína confiscada pelas autoridades, decidiram fugir.
Após ser detido a 8 de junho de 2005, um informador secreto assinou um acordo de confidencialidade com as autoridades e descreveu o seu papel na BMF, declarando que Chad "J-Bo" Brown lhe tinha fornecido cocaína, mas que o líder da organização era Demetrius Flenory. 
Todos estes (e vários outros) eventos foram essenciais para o caso montado pelo governo contra a organização. Durante o julgamento, a principal testemunha da acusação foi William "Doc" Marshall.
Testemunhos dados durante vários julgamentos esclareceram o funcionamento da organização Flenory. A BMF possuía cinco armazéns em Atlanta. Aproximadamente a cada 10 dias, chegavam veículos com 100 a 150 kgs de cocaína escondidos em compartimentos secretos. Os trabalhadores dos armazéns descarregavam e armazenavam as drogas. Os clientes comunicavam por chamada e, dependendo da quantidade do pedido, eram redirecionados para um dos armazéns, onde entregavam o dinheiro e recebiam os narcóticos. O preço da cocaína rondava os $20.000 por quilo. Os mesmos veículos eram usados para transportar o dinheiro resultante do tráfico de volta aos fornecedores mexicanos, regressando com um novo lote de cocaína e reiniciando o ciclo. Os trabalhadores dos armazéns desempenhavam múltiplas tarefas, como contar grandes quantias de dinheiro, geralmente na ordem dos milhões e empacotar a cocaína para os clientes. Por vezes, a BMF também recebia 100 a 150 kg de cocaína em contentores no aeroporto, que era posteriormente recolhida e distribuída pelos armazéns.

### Buscas e detenções em 2005

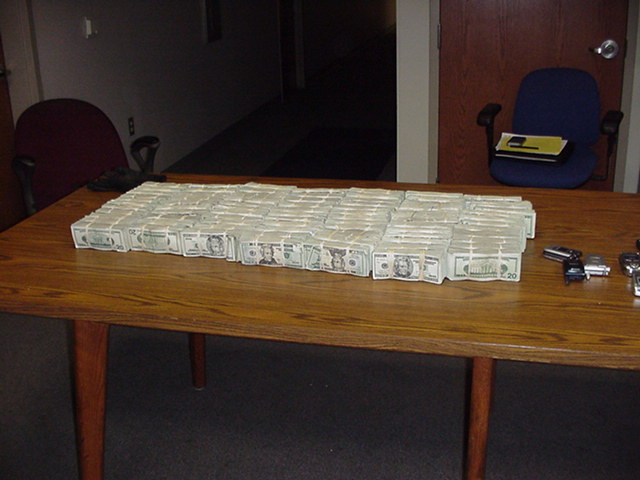
Dinheiro apreendido da BMF pela DEA.

Em outubro de 2005, foi anunciado que cerca de 30 membros da BMF foram detidos numa grande operação orquestrada pela DEA. Durante as rusgas, foram apreendidos $3 milhões em dinheiro e bens, 2,5 kg de cocaína e várias armas. Anteriormente, a DEA tinha já detido 17 membros da BMF e apreendido 632 kg de cocaína, $5,3 milhões em dinheiro e $5,7 milhões em bens. A agência afirmou que a BMF era responsável pela distribuição de mais de 2.500 kg de cocaína por mês nos Estados Unidos.
Demetrius e Terry Flenory foram acusados sob o Continuing Criminal Enterprise Statute (usado frequentemente em barões de droga) e ainda de conspiração para tráfico de cocaína e lavagem de dinheiro. Demetrius foi capturado numa grande casa num subúrbio nos arredores de Dallas. No interior, a polícia encontrou uma pequena quantidade de marijuana, alguns comprimidos de MDMA. Várias armas foram encontradas num cofre e nos veículos armazenados na casa. Terry foi capturado em St. Louis, numa casa ocupada por várias pessoas, onde foram encontradas pequenas quantidades de marijuana e armas.

### Acusações de 2006
A 15 de junho de 2006, o Departamento do Tesouro dos EUA anunciou que 16 indivíduos adicionais tinham sido acusados de conspiração para distribuir cocaína e lavagem de dinheiro, elevando o número de pessoas acusadas no caso para 49. A lista de acusados incluía Jacob Arabo, conhecido como Jacob the Jeweler, um joalheiro de celebridades popular na comunidade hip-hop. Arabo foi acusado de conspiração para lavar mais de $270 milhões obtidos ilegalmente.
No processo de acusação, o Departamento de Justiça revelou ainda outras ilegalidades cometidas pela organização, como a transferência do dinheiro "sujo" entre vários bancos, numa tentativa de disfarçar a sua origem e fraude na lotaria no estado do Michigan, para simular a legitimidade da sua fortuna. A acusação solicitou o confisco de "mais de 30 peças de joalheria, 13 residências, 35 veículos (incluindo limusinas Lincoln, BMWs, Range Rovers, Aston-Martins e Bentleys), várias contas bancárias, mais de $1,2 milhão em dinheiro apreendido e uma sentença monetária de $270 milhões."

### Acusações de 2007 (Atlanta)

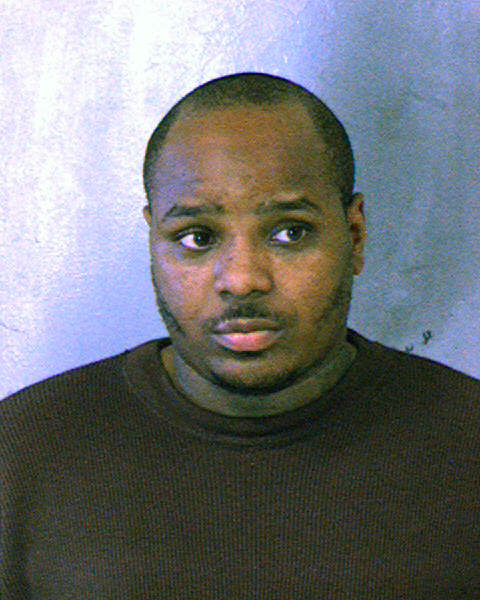
Fleming "Ill" Daniels.

A 25 de julho de 2007, o Tribunal Distrital do Distrito Norte da Geórgia anunciou a indiciação de mais 16 membros da BMF pelo crime de conspiração para distribuir cocaína. O delito acarreta uma pena entre 10 anos e prisão perpétua e uma multa até $4 milhões. As acusações foram interpretadas como "o fim da linha para o outrora próspero império da Black Mafia Family". Eventualmente, todos os réus se declararam culpados antes do julgamento, exceto Fleming "Ill" Daniels. 
Daniels, membro de alto-escalão da BMF, decidiu ir a julgamento. A 17 de dezembro de 2008, foi condenado a 20 anos de prisão e multado em $10.000. Como Daniels, ao ser detido, não tinha cocaína na sua posse e não tinha sido gravado por escutas a discutir negócios de droga, o caso do governo baseou-se nos testemunhos de William "Doc" Marshall e Ralph Simms. No seu depoimento, Marshall declarou ter visto Daniels a receber vários quilos de cocaína. Nesta altura, Daniels aguardava também julgamento pelo assassinato de Rashannibal Drummond em julho de 2004. A 26 de fevereiro de 2010, declarou-se culpado e foi condenado a 20 anos de prisão por homicídio culposo. As suas duas sentenças de 20 anos serão cumpridas concomitantemente.
Barima "Bleu DaVinci" McKnight, o rapper e único artista da BMF Entertainment, foi condenado, a 30 de outubro de 2008, a 5 anos e 4 meses de prisão. McKnight justificou que o início da sua relação com Flenory se cingiu apenas à indústria musical, só tendo muito mais tarde participado no tráfico de cocaína.  McKnight foi libertado em 2011 e continuou a carreira musical. Ele e seu irmão mais novo Calico Jonez começaram a turnê BMF.

### Acusação de 2009
O último suspeito restante, Vernon Marcus Coleman, foi capturado a 17 de julho de 2009, em Atlanta, tendo sido indiciado por posse com intenção de distribuir cocaína em 2007. Assim, o número de membros da BMF presos subiu para cerca de 150.

## Alegações de violência
Antes da Operação Motor City Mafia e imediatamente após seu início, ocorreram vários atos de violência supostamente cometidos por membros da BMF:
- 11 de novembro de 2003: Demetrius Flenory foi detido após um tiroteio no Club Chaos, em Buckhead, que resultou na morte de Anthony "Wolf" Jones, ex-guarda-costas de Diddy, e do seu amigo Lamont "Riz" Girdy. Flenory, baleado nas nádegas, afirmou ter fugido dos disparos; posteriormente nunca foi acusado.[15]
- 25 de julho de 2004: na discoteca Velvet Room, em Atlanta, Rashannibal "Prince" Drummond foi assassinado. O incidente começou após Flemming "Ill" Daniels, ao fazer marcha-atrás no seu Porsche Cayenne Turbo, quase ter atropelado Drummond. Após Drummond bater no carro para alertar o motorista, os passageiros saíram e começaram a espancá-lo e aos seus amigos. Durante a luta, um amigo de Drummond disparou um tiro de advertência para assustar todos e terminar o confronto; Daniels alegadamente pegou na sua arma e respondeu com disparos, tendo depois caminhado até Drummond, que se encontrava no chão, executando-o.[15]
- Setembro de 2004: Ulysses Hackett e a sua namorada Misty Carter foram executados no seu apartamento em Highland Avenue, Atlanta. A polícia estipula que os assassinatos foram encomendados por Tremayne "Kiki" Graham, genro de Shirley Franklin, na altura Mayor de Atlanta, e suposto membro da Black Mafia Family. O motivo alegado pelas autoridades foi o facto de Ulysses estar a considerar testemunhar contra a BMF.[15]
- 10 de maio de 2005: Henry "Pookie Loc" Clark foi morto pelo rapper Gucci Mane durante uma tentativa de assalto cometida por Clark e outros quatro indivíduos. Os cinco homens atacaram o artista no apartamento de uma stripper que o rapper conhecera naquele mesmo dia, mas Gucci Mane estava armado e disparou sobre os agressores, atingindo Clark. O rapper foi acusado de homicído, mas foi inocentado por provar ter agido em legítima defesa. Como o incidente ocorreu após uma disputa entre Gucci Mane e o rapper Young Jeezy, bom amigo de Demetrius Flenory, os advogados de Gucci Mane alegaram que o assalto tinha sido orquestrado pela BMF.[15]
- 11 de maio de 2005: Deon Gatling, um fugitivo, foi localizado por uma força-tarefa antidrogas em Chamblee, Geórgia. Quando os agentes da força-tarefa encontraram Gatling escondido atrás de isolamento no sótão, alguém fora da casa disparou sobre os polícias. O último número telefónico contactado por Gatling era o de Jerry Davis, líder da Sin City Mafia - suposta organização-irmã da BMF. A polícia alegou que Gatling ligou a Davis quando a polícia entrou na casa, tendo este ordenado os disparos.[15]
- 23 de maio de 2005: Shayne e Kelsey Brown, sobrinhos do cantor de R&B Bobby Brown, foram esfaqueados no pescoço com um picador de gelo, numa festa de aniversário no restaurante Justin's, em Atlanta, propriedade de P. Diddy. Testemunhas relataram que Marque "Baby Bleu" Dixson, irmão mais novo do rapper e membro da BMF Bleu DaVinci, entrou em confronto com os Browns, acabando a esfaqueá-los durante uma luta, causando desfiguração permanente. Dixson foi posteriormente assassinado pela sua namorada em 2006.[15]

## Cultura popular
Jabari Hayes, alegado membro do BMF que atuaria como transportador e distribuidor, publicou em 2009 o livro Miles in the Life e foi também, em 2017, produtor executivo de um documentário com o mesmo título. Em ambos, Hayes relata a sua infância numa habitação social em Brooklyn, com uma mãe viciada em crack e uma mudança para St. Louis no ensino secundário para escapar a esse meio. Após terminar o ensino superior, acabou a trabalhar em Atlanta, a cargo de um serviço de estacionamento de automóveis, que levou ao seu envolvimento com a BMF. 
BMF: The Rise and Fall of Big Meech and the Black Mafia Family foi um livro lançado em 2012. A autora, Mara Shalhoup, escreveu o primeiro relatório detalhado sobre a BMF para a Creative Loafing, em 2006.
O documentário de 2012 BMF: The Rise and Fall of a Hip-Hop Drug Empire explora a investigação da Black Mafia Family, que durou 14 anos e levou a uma das maiores apreensões de droga da história. 
Em 2021 estreou a série televisiva de drama Black Mafia Family, produzida por Curtis "50 Cent" Jackson. Demetrius "Big Meech" Flenory é interpretado pelo seu filho Demetrius "Lil Meech" Jr.